# Lass uns noch einmal Kinder sein
Lass uns noch einmal Kinder sein ist ein Lied des deutschen Musikprojektes Stars für Wolke 7. Das Stück erschien 1995 als Benefiz-Single für notleidende Kinder in Ruanda.

## Entstehung und Artwork
Bei Stars für Wolke 7 handelt es sich um ein einmaliges Musikprojekt, das zur Unterstützung von notleidenden Kindern in Ruanda ins Leben gerufen wurde. Als Kreativteam hinter dem Projekt fungierten Reinhard „Tammy“ Grohé, Winnie Leyh, Giancarlo Salvia und Kay Wolf, die dieses zusammen mit dem Mandelbachtaler Verein Wolke 7 – einem Wohltätigkeitsverein für Kinder in Not – verwirklichten. Die Schirmherrschaft übernahm der deutschen Journalist und Moderator Uwe Hübner. Für die Interpretation konnte man Cindy Berger, Ute Berling, Bernd Clüver, Costa Cordalis, Jürgen Drews, Indy, Michelle Losey, Michael Morgan, Mano Perez, Ingrid Peters, Tina Rainford, Frank Schröder und Lilianna Wysocki für sich gewinnen. Der Reinerlös aus dem Verkauf dieser Benefiz-Single ging an das Projekt Wolke 7, die damit notleidende Kinder in Ruanda unterstützten.
Geschrieben wurde das Lied von Wolfgang Keilhauer (Ky Wolfe), Thomas Kirsch und Horst Schnebel. Während Keilhauer zudem für die Produktion des Stücks verantwortlich war, fungierte Schnebel darüber hinaus als Tonmeister und zeichnete für die Aufnahmen des Kinderchors verantwortlich. Das Arrangement erfolgte durch die Zusammenarbeit von Winnie Leyh und Giancarlo Salvia. Die Aufnahmen erfolgten im Acoustic Arts Studio (Obertshausen-Hausen), dem Klangstudio Leyh (Sandhausen), dem Pool-Studio (Zweibrücken) und dem Studio 17 (Edingen-Neckarhausen), aus dem bekannt ist, dass dort der Kinderchor aufgenommen wurde.
Auf dem Frontcover der Single sind – neben den Künstlerangaben und dem Liedtitel – im Hintergrund drei kleine Kinder sowie im Vordergrund eine Collage aller teilnehmenden Interpreten und des Schirmherren zu sehen. Die Fotografie von Hübner stammt von Manfred Esser und Helge Strauß von den Esser + Strauss Studios, die von den Interpreten von Oliver Misof.

## Veröffentlichung und Promotion
Die Erstveröffentlichung von Lass uns noch einmal Kinder sein erfolgte als Single im Jahr 1995 (Katalognummer: ML 77482.3). Diese erschien als Maxi-Single durch das eigens hierfür gegründete Musiklabel Wolke 7, das auch für den Vertrieb zuständig war. Verlegt wurde das Lied durch den Blue Dolphin Musikverlag. Die Single beinhaltet neben der Originalversion von Lass uns noch einmal Kinder sein eine von Giancarlo Salvia eingespielte Instrumentalversion, eine von Cindy Berger eingesungene Akustikversion sowie eine von Indy gesungene Version auf ruandisch, mit dem Titel Reka dusubire i bwana. Am 9. Juni 1995 erschien das Lied als Teil des Samplers Uwe Hübner präsentiert: Neue Hits aus der Hitparade im ZDF – Sommer ’95.
Um das Lied zu bewerben, erfolgte unter anderem ein Liveauftritt in der ZDF-Hitparade am 20. April 1995.

## Inhalt
| „Lass uns noch einmal Kinder sein. und nochmal wie Kinder so richtig freu’n. wie damals nur Kinder sein. im Wunderland geheimer Träumerei’n. Nimm das Märchenbuch. flieg mit uns zurück nach Haus. in das Land der Phantasie.“ – Refrain, Originalauszug | Der Liedtext zu Lass uns noch einmal Kinder sein ist in deutscher Sprache verfasst. Sowohl die Musik, als auch der Text, wurden gemeinsam von Wolfgang Keilhauer, Thomas Kirsch und Horst Schnebel geschrieben beziehungsweise komponiert. Musikalisch bewegt sich das Lied im Bereich der Popmusik, stilistisch im Bereich des Schlagers. Neben dem deutschsprachigen Original wurde eine Version auf ruandisch von Indy aufgenommen, dessen Übersetzung von Methode Sentabyio stammt. Inhaltlich geht es im Lied um den Wunsch nochmals „Kind zu sein“ („Lass uns noch einmal Kinder sein“) und die Liebe zu seinen eigenen Kindern („Niemals lass ich zu, dass jemand dich verletzt“). Aufgebaut ist das Lied auf zwei Strophen, einem Refrain und einer Bridge. Das Lied beginnt zunächst mit der ersten Strophe, die abwechselnd von verschiedenen Interpreten gesungen wird, teilweise werden Zeilen hierbei auch im Duett gesungen. Auf die erste Strophe folgt erstmals der Refrain, dessen erster Teil von allen Interpreten im Chor zusammen mit einem Kinderchor gesungen wird. Der zweite Teil wird nur vom Kinderchor dargeboten. Der gleiche Vorgang wiederholt sich mit der zweiten Strophe, wobei die Zeilen in der zweiten Strophe alle solistisch präsentiert werden. Nach den zweiten Refrain folgt eine kurze Bridge, ehe das Lied mit dem sich wiederholenden Refrain endet. |

## Mitwirkende
Liedproduktion
- Cindy Berger: Gesang
- Ute Berling: Gesang
- Bernd Clüver: Gesang
- Costa Cordalis: Gesang
- Jürgen Drews: Gesang
- Indy: Gesang
- Wolfgang Keilhauer (Ky Wolfe): Komponist, Liedtexter, Musikproduzent
- Thomas Kirsch: Komponist, Liedtexter
- Winnie Leyh: Arrangement
- Michelle Losey: Gesang
- Michael Morgan: Gesang
- Mano Perez: Gesang
- Ingrid Peters: Gesang
- Tina Rainford: Gesang
- Giancarlo Salvia: Arrangement
- Horst Schnebel: Komponist, Liedtexter, Tonmeister
- Frank Schröder: Gesang
- Lilianna Wysocki: Gesang

| Unternehmen - Acoustic Arts Studio: Tonstudio - Blue Dolphin Musikverlag: Verlag - Klangstudio Leyh: Tonstudio - Pool-Studio: Tonstudio - Studio 17: Tonstudio - Wolke 7: Musiklabel, Vertrieb | Artwork (Cover) - Manfred Esser: Fotograf - Oliver Misof: Fotograf - Helge Strauß: Fotograf |